# Кане (мифология)
Кане (Kāne) — верховный бог, прародитель всех вождей и общинников в гавайской мифологии. Отец покровительницы острова Гавайи, богини Хииака.
Согласно представлениям древних гавайцев, возник из вечной темноты, или по, чтобы создать небо и землю. В многочисленных легендах, посвящённых Кане, также упоминаются могущественные боги Ку и Лоно, которые приняли участие в сотворении мира. Согласно песнопениям, записанным в XIX веке, Кане поместил на небе солнце, луну и звёзды, а вместе со своими собратьями на шестой день сотворил по своему подобию мужчину по имени Кумухонуа. Образ человека был сделан из земли, голова — из белой глины, принесённой из северных, южных, западных и восточных морей, тело — из красной глины, смешанной со слюной. Чтобы оживить созданное творение, Кане и Ку плюнули ему в ноздри, а Лоно — в рот. После этого первый мужчина был поселён в чудном саду, а чтобы ему не было скучно, боги создали ему жену по имени Лалохонуа. Таким образом, прослеживается схожие черты с библейскими мотивами, что, вероятно, было вызвано значительным влиянием на мифологические представления гавайцев христианских миссионеров, высадившихся на Гавайских островах в 1819 году.
Кане высоко почитался среди древних гавайцев, тем не менее каких-либо человеческих жертвоприношений в его честь не было. Семьи взывали к нему посредством семейных покровителей или духов под названием аумакуа.
Согласно представлениям древних гавайцев, Кане проживал в божественной стране Кане-хана-моку, представлявшей собой плывущее между землёй и небом облако, на котором однажды жили первые мужчина и женщина, прежде чем были изгнаны оттуда. Там же находился священный источник, который мог воскрешать умерших людей.